# Yan Xiaonan
Yan Xiaonan (xinès simplificat: 闫晓楠, pinyin: Yán Xiǎonán; Shenyang, Liaoning, 16 de juny de 1989) és una artista marcial mixta xinesa que competeix en la divisió de pes palla de l'Ultimate Fighting Championship. Des del 8 de novembre de 2022 és la número 6 en la classificació de pes palla femení de la UFC i és la número 15 en la classificació de lliura per lliura femenina de la UFC.

## Inicis
Va començar a entrenar-se en Sanda.Va assistir a la Universitat Esportiva de Xi'an i el seu entrenador, Zhao Xuejun, la va introduir en un programa de MMA en 2009. En la Universitat Esportiva de Xi'an, va continuar amb la pràctica de Sanda. No va ser fins a 2015 quan es va passar a les MMA.

## Carrera en les arts marcials mixtes

### Inicis
Va començar a entrenar arts marcials als 13 anys. Va començar la carrera professional en les MMA el 2008 i ha lluitat en diverses promocions, sobretot en Road Fighting Championship. Va acumular un rècord de 7-1 (1), abans de signar amb la UFC.

### Ultimate Fighting Championship
Es va convertir en la primera lluitadora xinesa contractada per la UFC.
Va debutar en la UFC contra Kailin Curran el 25 de novembre de 2017 en UFC Fight Night: Bisping vs. Gastelum. Va guanyar el combat per decisió unànime.
Es va enfrontar a Viviane Pereira el 23 de juny de 2018 en UFC Fight Night: Cowboy vs. Edwards. Va guanyar el combat per decisió unànime.
Es va enfrontar a Syuri Kondo el 24 de novembre de 2018 en UFC Fight Night: Blaydes vs. Ngannou 2. Va guanyar el combat per decisió unànime.
S'esperava que s'enfrontara a Felice Herrig el 8 de juny de 2019 en UFC 238. No obstant això, el 30 d'abril de 2019 es va informar que Herrig va sofrir un trencament del lligament creuat anterior i es va retirar de l'esdeveniment. Herrig va ser substituïda per Angela Hill. Va guanyar el combat per decisió unànime.
S'esperava que s'enfrontara a Ashley Yoder el 26 d'octubre de 2019 en UFC Fight Night: Maia vs. Askren. No obstant això, es va retirar del combat a la fi de setembre al·legant una lesió al peu. Va ser substituïda per Randa Markos.
Es va enfrontar a Karolina Kowalkiewicz el 22 de febrer de 2020 en UFC Fight Night: Felder vs. Hooker. Va guanyar el combat per decisió unànime.
Yan va destacar la dificultat que va suposar el combat amb Kowalkiewicz a causa del brot de la pandèmia de COVID-19 a la Xina. Ella i el seu equip van traslladar el seu campament a Tailàndia per a entrenar per al combat.
S'esperava que s'enfrontara a Cláudia Gadelha el 27 de setembre de 2020 en UFC 253, No obstant això, una lesió en el genoll de Gadelha la va deixar fora del combat. Van ser reprogramades per a enfrontar-se el 7 de novembre de 2020 en UFC on ESPN: Santos vs. Teixeira. A diferència del seu últim campament, on es va vore obligada a desplaçar-se tres vegades, va afirmar que la situació de la pandèmia a la Xina estava completament controlada i que el campament de lluita de Gadelha va ser normal. Va guanyar el combat per decisió unànime.
Es va enfrontar a Carla Esparza el 22 de maig de 2021 en UFC Fight Night: Font vs. Garbrandt. Per al seu campament amb Esparza, va passar el temps dividit entre l'Institut de Rendiment de la UFC en Shanghai i Las Vegas. Va perdre el combat per TKO en el segon assalt.
Es va enfrontar a Marina Rodriguez el 5 de març de 2022 en UFC 272. Va perdre el combat per decisió dividida.
Es va enfrontar a Mackenzie Dern l'1 d'octubre de 2022 en UFC Fight Night: Dern vs. Yan. Va guanyar el combat per decisió majoritària.